# Guerra civile

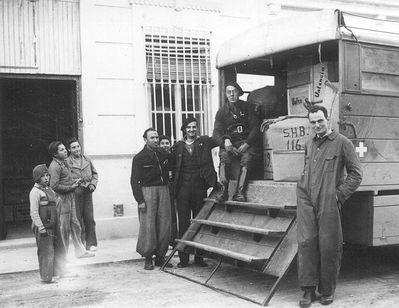
Il Servizio civile internazionale organizza il trasporto di cibo durante la guerra civile spagnola

La guerra civile è un conflitto armato «tra forze controllate dal governo nazionale e forze controllate da un'opposizione organizzata» all'interno di un paese. Le parti belligeranti sono principalmente costituite da persone appartenenti alla stessa popolazione e quindi interna ad uno stesso Stato o Paese, divise tipicamente in fazioni avverse. Quando l'obiettivo del gruppo opposto è quello di «rovesciare il regime attualmente al potere e prendere il controllo del governo» si parla di guerra civile. Quando l'obiettivo del gruppo opposto è quello di prendere «una parte del paese per formare un nuovo Stato» si parla di guerra civile di secessione.

## Descrizione
Una guerra civile è generalmente combattuta all'interno di una regione per imporre sull'intero territorio statale o su una sua parte il proprio monopolio della violenza, al posto di quello degli avversari; lo Stato in questione sarà quindi uno dei contendenti, se non è crollato.
In una guerra civile le due fazioni in lotta all'interno della stessa nazione hanno come obiettivo la distruzione totale dell'avversario, distruzione fisica e ideologica. Questa è la caratteristica principale della guerra civile: una fazione non si arresta fino a che non ha eliminato l'altra.
Alcune guerre civili sono anche chiamate rivoluzioni quando si prospetta una grande ristrutturazione della società al termine del conflitto oppure seguono un'iniziale fase di rivoluzione (es. Guerra Civile Russa dopo la Rivoluzione Russa). Un'insurrezione, che abbia successo o meno, è spesso classificata come guerra civile dagli storici solo se eserciti organizzati combattono vere e proprie battaglie. Altri storici, invece, parlano di guerra civile quando si verificano violenze prolungate tra fazioni organizzate o regioni di un paese (indipendentemente se si tratti di battaglie convenzionali o no). 
Storicamente molte guerre civili nel mondo sono sorte a seguito di rivoluzioni e/o colpi di Stato. Si utilizzerà invece il termine di guerra di secessione o indipendenza nel caso in cui l'obiettivo finale è quello della scissione di una parte di territorio dallo stato e la formazione di un nuovo stato indipendente. Il confine fra il concetto di guerra civile e altre forme di conflitti interni ad uno stato è estremamente arbitrario e labile, anche se con conseguenze importanti a livello internazionale (per esempio l'ONU ha competenza limitata nel caso di guerre civili, non ne ha alcuna nel caso di insurrezioni, mentre ha poteri attivi nel caso di guerre di secessione).

## Possibili fattori scatenanti
È solitamente accettata l'idea secondo cui fattori nazionalistici, religiosi e ideologici hanno svolto un piccolo ruolo nelle guerre civili pre-moderne. Mentre è abbastanza comune da parte dei nazionalisti leggere sommosse del passato come quelle della Scozia contro l'Inghilterra primi esempi di nazionalismo. Ma queste sono letture molto controverse. Alcune guerre civili possono invece essere viste come all'inizio alimentate da fattori religiosi: è ad esempio il caso delle rivolte ebraiche contro la dominazione romana. Tuttavia è possibile leggere rivolte servili contro gli oppressori, oppure rivolte guidate dalle élite locali per conquistare l'indipendenza.
Quasi tutte le nazioni hanno al loro interno minoranze etniche, diverse religioni e divisioni ideologiche, ma non tutte conoscono la guerra civile. I moderni sociologi hanno discusso e cercato le ragioni di questi conflitti. Oggi molti conflitti civili scoppiano nelle nazioni povere, autocratiche, regionalmente divise. Tuttavia, anche i democratici e ricchi Stati Uniti hanno fatto l'esperienza della guerra civile, che secondo alcuni sarebbe stata originata dal crescente potere economico del Nord rispetto a quello del Sud. Secondo alcuni sarebbero quindi i periodi di transizione a favorire lo scoppio di guerre civili. Così ad esempio anche in Inghilterra, dove i conflitti civili del XVII secolo si spiegherebbero con il crescente potere della borghesia mercantile. E gli esempi potrebbero continuare. Alcune ricerche hanno affermato che le guerre civili aumentano in stati che conoscono molti regimi di transizione e cambiamenti politici.

## Legislazione penale

### Italia
Secondo l'articolo 286 del codice penale italiano, chiunque commetta "un fatto diretto a suscitare la guerra civile nel territorio dello Stato è punito con l'ergastolo", la stessa pena "se la guerra civile avviene". In quest'ultimo caso, prima della sua abrogazione nel 1948, il testo originario comminava la pena di morte.